# 喬桐島
喬桐島（キョドンド、きょうとうとう、朝鮮語: 교동도）は、大韓民国の38度線附近、黄海上にある島で、江華島の西側にある。行政区域上では仁川広域市江華郡喬桐面に属している。面積は44km2で韓国では13番目に大きい島。

## 概要
喬桐島は元は「戴雲島」といい、「高林」、「達乙新」、「達乙斬」といった小島の群島であった。しかし高麗時代にモンゴルの高麗侵攻が起こると高麗は江華島に遷都、住民も多く流入した。このため食料獲得のために周辺の島々を干拓し農地を確保しようとした。喬桐島も上記の島々を干拓して出来た島である。従って元々は島であったとおぼしき山を除いて島全体的に平坦であり、平地の大部分で農業が営なわれている。
李氏朝鮮第10代王燕山君の流刑地としても知られている。
島内全域が民間人出入統制区域内にあり、島のほぼ全周がフェンスで囲まれている。2014年に喬桐大橋が完工し江華島と連結された。

## 名所
- 大龍市場
- 喬桐邑城（朝鮮語版）
- 喬桐郷校（朝鮮語版）
- 燕山君流配址（燕山君が流配となった地）
- 華蓋山
- 喬桐島望郷台